# Hopea mindanensis
Espèce
Statut de conservation UICN

 EN B2ab(i,ii,iii) : En danger
Hopea mindanensis est une espèce de plantes du genre Hopea de la famille des Dipterocarpaceae.